# Rhinella proboscidea
Rhinella proboscidea (Spix, 1824) è un anuro appartenente alla famiglia dei bufonidi. È diffusa nelle regioni amazzoniche del Sudamerica ed è nota per essere una delle poche specie conosciute a praticare necrofilia a fine riproduttivo.

## Descrizione

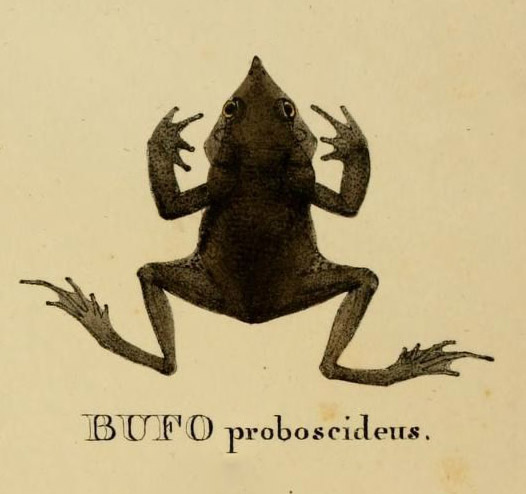
Illustrazione originale di J.B.Spix, Tab: XXI, Animalia nova sive species novae testudinum et ranarum

I maschi di questa specie hanno dimensioni di circa 46-54 mm mentre le femmine misurano generalmente 46-55 mm. Il muso risulta particolarmente appuntito: cosa che caratterizzò la descrizione di Spix tanto da conferirgli il caratteristico nome. Generalmente gli anuri, R. proboscidea compresa, si riproducono in massa: in uno stagno che può contare oltre i 100 esemplari. Questo comportamento è noto come riproduzione esplosiva.
In certe occasioni, data l'aggressività dei maschi durante la copulazione, le femmine possono affogare nelle pozze d'acqua. In queste occasioni è apprezzabile l'atteggiamento necrofilo del maschio che persiste in quello che viene definito amplesso ascellare (i maschi tendono ad aggrapparsi alle ascelle, sensibilmente più grandi di quelle dei maschi, durante la copulazione) fecondando, così, le uova.